# Блокове заводнення

Заводнення покладів: а – законтурне; б – приконтурне; в – з розрізанням на окремі площі; г – блокове; ґ– осьове; д – кільцеве; е – центральне; є – осередкове

Бло́кове заво́днення (рос. блочное заводнение; англ. block contour flooding; нім. Blockfluten, Blockwasserfluten) — різновид внутрішньоконтурного заводнення, що передбачає «розрізання» нафтового покладу рядами нагнітальних свердловин на «блоки» (англ. block) і дає змогу розробляти весь поклад за один етап без консервації запасів у внутрішніх зонах і без перенесення фронту нагнітання. Воно рекомендується для витягнутих по площі експлуатаційних об'єктів з помірною неоднорідністю продуктивних пластів.